# 179-я стрелковая дивизия
179-я стрелковая Витебская Краснознамённая дивизия — воинское соединение РККА в Великой Отечественной войне и в первые послевоенные годы.

## История
Сформирована в августе 1940 года в составе 29-го Литовского территориального стрелкового корпуса на базе 1-й пехотной дивизии Литовской армии. Штаб сформирован из штаба 1-й пехотной дивизии и штаба Литовской армии, 215-й стрелковый полк из 9-го стрелкового полка, 2-й кавалерийской батареи, штаба 1-й пехотной дивизии и штаба Литовской армии, 234-й стрелковый полк из 1-го и 8-го стрелковых полков, 1-й кавалерийской батареи, 259-й стрелковый полк из 2-го и 3-го стрелковых полков 3-й кавалерийской батареи, штаба 1-й пехотной дивизии и Союза стрелков Литвы. 618-й артиллерийский полк сформирован из 1-го артиллерийского полка и 3-го кавалерийского полка, 619-й артиллерийский полк сформирован из 1-го артиллерийского полка и 1-й кавалерийской батареи, полигонной команды и 2-го кавалерийского полка.
В мае 1941 года направлена в летний лагерь в районе Пабраде, возле реки Жеймяна. Любопытно, что стрелковые полки и спецчасти, состоящие из солдат-литовцев базировались по берегу Жеймяны по прямой линии, а советские части распределились полукругом вокруг, так, что литовские части были окружены с одной стороны советскими полками, а с другой протекала река.
«Такое расположение подразделений дивизии было предусмотрено не случайно. Советское военное командование должно было планировать не только, как обезопаситься от бегства литовцев из армии, но и предусмотреть возможность войны с Германией. Советские офицеры хорошо знали, что в случае войны с Германией, литовцы не будут к ним благоприятно настроены. Поэтому 179 СД была закрыта в лагере, с которого уйти было очень тяжело, а в случае чего, задача по уничтожению или блокированию была бы совсем не сложной».

В действующей армии во время ВОВ с 22 июня 1941 по 9 мая 1945 года.

### 1941
С 24 июня 1941 года отходит в сторону Швенчёнеляй, по пути теряет дезертировавших литовцев, однако их бегство было затруднено, в сравнении со 184-й стрелковой дивизией того же корпуса, так как командование приняло соответствующие меры. Дивизия двигалась через Поставы, Глубокое (в этом районе мятежные литовцы предприняли попытку нападения на штаб), Дунилевичи, достигла Полоцка, а к началу июля 1941 года вышла к Невелю, имея в составе 1500—2000 человек, однако была пополнена более чем семью тысячами человек, при этом все литовцы были отправлены на восток. Заняла позиции на северо-запад от Невеля, вступила в бои и понесла большие потери (в районе Забелье восточнее Пустошки), погибли командир дивизии полковник А. И. Устинов и комиссар дивизии Д. Я. Продеус, ранен начштаба майор И. Д. Копылов), остатки дивизии были отведены к Великим Лукам. Затем дивизия ведёт бои за город, 20 июля 1941 года участвует в контрударе, которым немецкие войска были выбиты из Великих Лук, ведёт оборону города до 25 августа 1941 года. 21 августа 1941 года перешла в наступление, 22 августа 1941 года продолжала наступление, попала в окружение, с боями к 26 августа 1941 года вышла из него, понеся большие потери, отошла за Ловать.
С 28 августа 1941 года вновь ведёт тяжёлые бои, вновь была вынуждена отступать и 31 августа 1941 года заняла оборону на восточном берегу реки Западная Двина в её верхнем течении, а затем отведена во второй эшелон. К тому времени дивизия насчитывала всего 300 человек, вся материальная часть дивизии была потеряна ранее. 15 сентября 1941 года частью сил участвует в уничтожении плацдарма, захваченного 102-й пехотной дивизией на восточном берегу реки Западная Двина.
С 7 октября 1941 года отходит маршем на 80-90 километров, в верховья Волги, заняла рубеж на восточном берегу Волги, к югу от села Ельцы в Селижаровском районе Калининской области. С конца октября 1941 года вновь вступила в бои, отошла за реку Большая Коша, ведёт тяжёлые бои первую половину ноября 1941 года, затем в полосе дивизии наступило относительное затишье.

### 1942
С 15 января 1942 года перешла в наступление на самом крайнем правом фланге армии, наступая на Селижарово, в этот же день его заняла, 16 января 1942 года вышла на правый берег Волги, затем наступает Нелидово, затем на Белый, к которому вышла в первых числах февраля 1942 года. Безуспешно штурмует город, до июля 1942 года обороняется в окружении на окраине города Белый, несёт большие потери, такие, что полки уже именуются сборными группами и отрядами, имеющими приказ прорываться к основным частям. Очевидно, остатки дивизии к августу 1942 года вышли в Бельский район, в декабре 1942 года находилась в Духовщинском районе.

### 1943
В январе 1943 года занимает позиции в Смоленской области (Пречистенский район).
С 13 августа 1943 года наступает в ходе Смоленской операции со стороны озера Мохань в направлении Рибшево, вместе с 306-й стрелковой дивизией и 105-м танковым полком.
Прорвала оборону противника и медленно наступает до 18 августа 1943 года, после чего наступление выдохлось, и советские войска приступили к перегруппировке, дивизия была выведена в резерв. После этого вновь перешла в наступление, в течение недели безуспешно пытается прорвать оборону противника.
С 11 сентября 1943 года наступает во втором эшелоне корпуса, 15 сентября 1943 года переброшена на три километра западнее станции Пречистое, откуда дивизия преследует отступающего противника по направлению города Демидова, до 22 сентября 1943 года продвигается вперёд, вступила в Белоруссию, ввязалась в тяжёлые бои на дороге Сураж (Белоруссия) — Витебск. 7 ноября 1943 года дивизия, совершив 20-километровый марш, вышла на позицию Стайки — Самосады — Чумаки, перешла в наступление, взяла населённые пункты Лопашнево и Якушенки, и от села Адамово 12 ноября 1943 года начала наступление с целью перерезать шоссе Сураж — Витебск, которое продолжалось три дня и оказалось безуспешным. После этого дивизия выведена в армейский резерв.

### 1944
Зиму и весну 1944 года дислоцируется в Витебской области
С 23 июня 1944 года наступает в ходе Белорусской операции, прорывает оборону противника у деревни Шумилино Витебской области, 24 июня 1944 года вместе с 306-й стрелковой дивизией форсирует Западную Двину, затем, наступая, перерезала дорогу Витебск — Бешенковичи и начала наступление на Витебск, уничтожая окружённую там группировку. После разгрома немецких войск с 27 июня 1944 года двигается на Лепель, затем ведёт тяжёлые бои у города Глубокое, затем медленно продвигается к Утене, а оттуда в общем направлении на Ригу через Биржай и Бауску к которым вышла в конце июля 1944 года. 29 июля 1944 года дивизия прорвалась к реке Мемеле и захватила там плацдарм, в начале августа 1944 года ведёт тяжёлые бои за удержание и расширение плацдарма, отражает контрудар немецких войск с севера, отброшена за реку. До середины сентября 1944 года держит оборону на рубеже реки Мемеле, также 20 августа 1944 года ведёт бои на окраине Бауски.
С 14 сентября 1944 года наступая в ходе Рижской операции ведёт бои близ города Бауска, продвигается к Иецаве.
22 октября 1944 года Указом Президиума Верховного Совета СССР за образцовое выполнение заданий командования в боях с немецкими захватчиками при прорыве обороны противника юго-восточнее города Рига и проявленные при этом доблесть и мужество дивизия награждена Орденом Красного Знамени.
23 сентября 1944 года ведёт бой близ населённого пункта Айзпурве (Мадонский район, Латвия).
С 25 сентября 1944 года перебрасывается на мемельское направление. С 5 октября 1944 года наступает на направлении Ретавас — Мемель, к концу октября 1944 года выйдя на подступы к Мемелю, где и находилась до января 1945 года.

### 1945
10 января 1945 года попадает под мощный удар немецкой группировки из района Мемеля на Кретингу, 10-12 января 1945 года ведёт тяжёлые оборонительные бои, 12 января 1945 года переходит к контратаке и отбрасывает немецкие войска на исходные.
С 26 января 1945 года приступила первой из войск армии к штурму Мемеля, вклинилась в оборону противника на три километра, захватила Каркельбек и Фридрихсганде. В прорыв, обеспеченный дивизией, были введены войска второго эшелона, к 28 января 1945 года вошла в город.
Затем дивизия была передана и в другую армию и на другой фронт и с февраля 1945 года до конца войны ведёт практически безуспешные бои с запертой на Курляндском полуострове вражеской группировкой, так 21 февраля 1945 года прорывает оборону в районе Приекуле.
После войны, в 1946 году, переформирована в 27-ю стрелковую бригаду. Бригада входила в состав Южно-Уральского военного округа и дислоцировалась в Тоцке. В октябре 1953 года бригада была вновь развёрнута в 179-ю стрелковую дивизию. В июне 1957 года преобразована в 4-ю мотострелковую дивизию (которая расформирована в 1960 году).

## Полное название
179-я стрелковая Витебская Краснознамённая дивизия

## Состав
- 215-й стрелковый полк
- 234-й стрелковый полк 1-го формирования (до 10.04.1942)
- 234-й стрелковый полк 2-го формирования (с 01.06.1942)
- 259-й стрелковый полк
- 618-й лёгкий артиллерийский полк (до 08.09.1941)
- 619-й артиллерийский(с 01.09.1941)
- 619-й гаубичный артиллерийский Клайпедский полк (до 01.09.1941)
- 13-й отдельный истребительно-противотанковый дивизион
- 240-я отдельная зенитная батарея (137-й отдельный зенитный артиллерийский дивизион) (до 18.03.1943)
- 431-й отдельный миномётный дивизион (с 15.12.1941 по 01.10.1942)
- 468-й отдельный пулемётный батальон (с 01.10.1942 по 10.05.1943)
- 87-й разведывательный батальон (до 03.09.1941)
- 300-й (505-й) сапёрный батальон
- 352-я (585-я) отдельная рота связи
- 8-й медико-санитарный батальон
- 180-я отдельная рота химический защиты
- 27-я автотранспортная рота
- 295-я полевая хлебопекарня
- 140-й дивизионный ветеринарный лазарет
- 81200-я (609-я) полевая почтовая станция
- 477-я полевая касса Госбанка

## Подчинение
| Дата            | Фронт (округ)           | Армия             | Корпус                 | Примечания                                       |
| --------------- | ----------------------- | ----------------- | ---------------------- | ------------------------------------------------ |
| 22.06.1941 года | Северо-Западный фронт   | 11-я армия        | 29-й стрелковый корпус | -                                                |
| 01.07.1941 года | Северо-Западный фронт   | -                 | 29-й стрелковый корпус | -                                                |
| 10.07.1941 года | Западный фронт          | 22-я армия        | 62-й стрелковый корпус | -                                                |
| 01.08.1941 года | Западный фронт          | 22-я армия        | 29-й стрелковый корпус | -                                                |
| 01.09.1941 года | Западный фронт          | 22-я армия        | 29-й стрелковый корпус | -                                                |
| 01.10.1941 года | Западный фронт          | 22-я армия        | -                      | -с 17.10.1941 года в составе Калининского фронта |
| 01.11.1941 года | Калининский фронт       | 22-я армия        | -                      | -                                                |
| 01.12.1941 года | Калининский фронт       | 22-я армия        | -                      | -                                                |
| 01.01.1942 года | Калининский фронт       | 22-я армия        | -                      | -                                                |
| 01.02.1942 года | Калининский фронт       | 22-я армия        | -                      | -                                                |
| 01.03.1942 года | Калининский фронт       | 22-я армия        | -                      | -                                                |
| 01.04.1942 года | Калининский фронт       | 22-я армия        | -                      | -                                                |
| 01.05.1942 года | Калининский фронт       | 22-я армия        | -                      | -                                                |
| 01.06.1942 года | Калининский фронт       | 41-я армия        | -                      | -                                                |
| 01.07.1942 года | Калининский фронт       | 41-я армия        | -                      | -                                                |
| 01.08.1942 года | Калининский фронт       | 41-я армия        | -                      | -                                                |
| 01.09.1942 года | Калининский фронт       | 41-я армия        | -                      | -                                                |
| 01.10.1942 года | Калининский фронт       | 41-я армия        | -                      | -                                                |
| 01.11.1942 года | Калининский фронт       | 41-я армия        | -                      | -                                                |
| 01.12.1942 года | Калининский фронт       | 43-я армия        | -                      | -                                                |
| 01.01.1943 года | Калининский фронт       | 43-я армия        | -                      | -                                                |
| 01.02.1943 года | Калининский фронт       | 43-я армия        | -                      | -                                                |
| 01.03.1943 года | Калининский фронт       | 43-я армия        | -                      | -                                                |
| 01.04.1943 года | Калининский фронт       | 43-я армия        | -                      | -                                                |
| 01.05.1943 года | Калининский фронт       | 43-я армия        | -                      | -                                                |
| 01.06.1943 года | Калининский фронт       | 43-я армия        | -                      | -                                                |
| 01.07.1943 года | Калининский фронт       | 43-я армия        | -                      | -                                                |
| 01.08.1943 года | Калининский фронт       | 43-я армия        | -                      | -                                                |
| 01.09.1943 года | Калининский фронт       | 43-я армия        | 91-й стрелковый корпус | -                                                |
| 01.10.1943 года | Калининский фронт       | 43-я армия        | 91-й стрелковый корпус | -                                                |
| 01.11.1943 года | 1-й Прибалтийский фронт | 43-я армия        | 91-й стрелковый корпус | -                                                |
| 01.12.1943 года | 1-й Прибалтийский фронт | 43-я армия        | 91-й стрелковый корпус | -                                                |
| 01.01.1944 года | 1-й Прибалтийский фронт | 43-я армия        | 91-й стрелковый корпус | -                                                |
| 01.02.1944 года | 1-й Прибалтийский фронт | 43-я армия        | 92-й стрелковый корпус | -                                                |
| 01.03.1944 года | 1-й Прибалтийский фронт | 43-я армия        | 1-й стрелковый корпус  | -                                                |
| 01.04.1944 года | 1-й Прибалтийский фронт | 43-я армия        | 1-й стрелковый корпус  | -                                                |
| 01.05.1944 года | 1-й Прибалтийский фронт | 43-я армия        | 1-й стрелковый корпус  | -                                                |
| 01.06.1944 года | 1-й Прибалтийский фронт | 43-я армия        | 1-й стрелковый корпус  | -                                                |
| 01.07.1944 года | 1-й Прибалтийский фронт | 43-я армия        | 1-й стрелковый корпус  | -                                                |
| 01.08.1944 года | 1-й Прибалтийский фронт | 43-я армия        | 60-й стрелковый корпус | -                                                |
| 01.09.1944 года | 1-й Прибалтийский фронт | 43-я армия        | 1-й стрелковый корпус  | -                                                |
| 01.10.1944 года | 1-й Прибалтийский фронт | 43-я армия        | 92-й стрелковый корпус | -                                                |
| 01.11.1944 года | 1-й Прибалтийский фронт | 43-я армия        | 92-й стрелковый корпус | -                                                |
| 01.12.1944 года | 1-й Прибалтийский фронт | 43-я армия        | 92-й стрелковый корпус | -                                                |
| 01.01.1945 года | 1-й Прибалтийский фронт | 43-я армия        | 92-й стрелковый корпус | -                                                |
| 01.02.1945 года | 2-й Прибалтийский фронт | 4-я ударная армия | 92-й стрелковый корпус | -                                                |
| 01.03.1945 года | 2-й Прибалтийский фронт | 4-я ударная армия | 92-й стрелковый корпус | -                                                |
| 01.04.1945 года | 2-й Прибалтийский фронт | 4-я ударная армия | 92-й стрелковый корпус | -                                                |
| 01.05.1945 года | Ленинградский фронт     | 4-я ударная армия | 92-й стрелковый корпус | -                                                |

## Командование

### Командиры
- Пундзявичус Стасис (?)[источник не указан 1006 дней]
- Чипаускас-Чяпас Альбинас Станисловас (08.12.1898-17.07.1963), генерал-майор РККА (1940).[источник не указан 1006 дней]
- Устинов, Александр Иосифович (03.06.1941 — 13-14.07.1941), полковник, убит под Невелем
- Гвоздев, Николай Григорьевич (до 8.09.1941), полковник, убит 08.09.1941 под Андреаполем[3]
- Кончиц, Николай Иванович (20.09.1941 — 29.10.1941), комбриг
- Сазонов, Кузьма Иванович (30.10.1941 — 09.09.1942), полковник
- Чиннов, Иван Иванович (10.09.1942 — 13.12.1942), полковник
- Шкурин, Михаил Михайлович (16.12.1942 — 14.03.1946), полковник, с 13.09.1944 генерал-майор
- Борисов, Пётр Васильевич (15.03.1946 — ??.07.1946), генерал-майор
- Пашков, Александр Фёдорович (07.1946 — ??.07.1947), генерал-майор (командир 27-й осбр)
- Рышков, Михаил Петрович (??.07.1947 — 27.10.1953), генерал-майор (командир 27-й осбр)
- Седых, Яков Ильич (27.10.1953 — 20.12.1958) (командир 179-й сд, с 06.1957 — командир 4-й мсд)
- Седов, Валентин Сергеевич (20.12.1958 — 10.02.1960) (командир 4-й мсд)

### Заместители командира
- Шкурин, Михаил Михайлович (06.10.1942 — 15.12.1942), подполковник, полковник
- Клепиков, Иван Владимирович (??.02.1943 — 26.02.1944), подполковник, полковник

### Начальники штаба
- полковник Ерошенко, Пётр Савельевич (с сентября по декабрь 1941 года)[4][5]

## Награды и наименования
| Награда (наименование)            | Дата                                                             | За что награждена |
| --------------------------------- | ---------------------------------------------------------------- | --- |
| Почётное наименование «Витебская» | Приказ Верховного Главнокомандующего № 0193 от 10 июля 1944 года | За отличие в боях с немецкими захватчиками по прорыву Витебского укреплённого района немцев, а также за овладение городом Витебск.                                                |
| Орден Красного Знамени            | Указ Президиума Верховного Совета СССР от 22 октября 1944 года   | за образцовое выполнение заданий командования в боях с немецкими захватчиками при прорыве обороны противника юго-восточнее города Рига и проявленные при этом доблесть и мужество |

Награды частей дивизии:
- 215-й стрелковый ордена Александра Невского[7] полк
- 234-й стрелковый Клайпедский полк
- 259-й стрелковый ордена Суворова[7] полк
- 619-й артиллерийский Клайпедский полк

Личному составу 179-й стрелковой Витебской Краснознамённой дивизии было объявлено три благодарности в приказах Верховного Главнокомандующего:
- За прорыв сильной, глубоко эшелонированной обороны Витебского укрепленного района немцев, северо-западнее города Витебск, на участке протяжением 35 километров, и продвижение в глубину за два дня наступательных боев от 20 до 40 километров, расширение прорыва до 80 километров по фронту, и выход к реке Западная Двина на участке 35 километров. 24 июня 1944 года. № 115.
- За прорыв глубоко эшелонированной обороны противника юго-восточнее города Рига, овладении важными опорными пунктами обороны немцев — Бауска, Иецава, Вецмуйжа и на реке Западная Двина — Яунелгава и Текава, а также занятии более 2000 других населённых пунктов. 19 сентября 1944 года. № 189.
- За овладение литовским городом Клайпеда (Мемель) — важным портом и сильным опорным пунктом обороны немцев на побережье Балтийского моря. 28 января 1945 года. № 262.

## Отличившиеся воины дивизии
| Награда | Ф. И. О.                        | Должность                                                     | Звание            | Дата награждения                                            | Примечания |
| ------- | ------------------------------- | ------------------------------------------------------------- | ----------------- | ----------------------------------------------------------- | --- |
|         | Аверченко, Василий Иванович     | командир отделения роты автоматчиков 234-го стрелкового полка | старший сержант   | 22.07.1944                                                  | - |
|         | Борисов, Николай Борисович      | командир штурмового батальона 215-го стрелкового полка        | майор             | 22.07.1944                                                  | - |
|         | Боронин, Никифор Данилович      | командир отделения 215-го стрелкового полка                   | сержант           | 22.07.1944                                                  | - |
|         | Баранов, Анатолий Николаевич    | Заряжающий СУ-85 1056-го самоходного артиллерийского полка    | сержант           | 24.9.1944 13.10.1944 10.03.1945                             | дважды награждён 3-й степенью, перенаграждён 13.04.1979                                                       |
|         | Ванцян, Вачаган Унанович        | командир пулемётного расчёта 259-го стрелкового полка         | сержант           | 24.03.1945                                                  | посмертно, бросился под танк с гранатой                                                                       |
|         | Волошин, Михаил Евстафьевич     | командир батальона 234-го стрелкового полка                   | майор             | 22.07.1944                                                  | |
|         | Ермоленко, Андрей Давыдович     | сапёр 300 отдельного сапёрного батальона                      | ефрейтор          | 24.03.1945                                                  | |
|         | Ищенко, Иван Митрофанович       | командир отделения роты автоматчиков 234-го стрелкового полка | сержант           | 22.07.1944                                                  | - |
|         | Квачантирадзе, Василий Шалвович | снайпер 259-го стрелкового полка                              | старшина          | 24.03.1945                                                  | к моменту награждения имел на боевом счету 215 солдат и офицеров противника                                   |
|         | Лебедев, Геннадий Степанович    | командир пулемётного расчёта 234-го стрелкового полка         | старший сержант   | 22.07.1944                                                  | |
|         | Охлопков, Фёдор Матвеевич       | снайпер 259-го стрелкового полка                              | сержант           | 06.05.1965                                                  | 3-й в списке самых результативных советских снайперов, имеет на боевом счету 429 солдат и офицеров противника |
|         | Пузырьков, Пётр Алексеевич      | командир стрелкового отделения 215 стрелкового полка.         | рядовой           | перенагражден орденом Славы I степени 19 августа 1955 года. | |
|         | Романюк, Николай Иванович       | командир отделения роты автоматчиков 234-го стрелкового полка | младший сержант   | 22.07.1944                                                  | - |
|         | Филоненко, Николай Иванович     | командир орудия 619-го артиллерийского полка                  | сержант           | 22.07.1944                                                  | - |
|         | Цымбаленко, Василий Фёдорович   | командир роты 234-го стрелкового полка                        | старший лейтенант | 22.07.1944                                                  | - |
|         | Черепанов, Иван Иванович        | командир пулемётного расчёта 215-го стрелкового полка         | младший сержант   | 22.07.1944                                                  | - |
|         | Чинков, Анатолий Фёдорович      | командир роты автоматчиков 234-го стрелкового полка           | капитан           | 22.07.1944                                                  | - |
|         | Шакиров, Ульмас Шакирович       | помощник командира взвода 259-го стрелкового полка            | старший сержант   | 22.07.1944                                                  | - |